# Усть-Шушь
Усть-Шушь — поселок в Курагинском районе Красноярского края. Входит в состав Шалоболинского сельсовета.

## История
В 1976 г. Указом Президиума ВС РСФСР поселок «Заготзерно» переименован в Усть-Шушь.

## Население
| 2010 |
| ---- |
| 28   |